# 商業乗員輸送計画
商業乗員輸送計画（しょうぎょうじょういんゆそうけいかく、Commercial Crew Program, CCP）は、国際宇宙ステーションへの長期滞在の間でクルーの入れ替えを行うために、商業的に運用される国際宇宙ステーション（ISS）と地上との間の乗員輸送サービス。アメリカの航空宇宙メーカーであるスペースXがクルードラゴン宇宙船を用いて2020年にサービスの提供を開始し、NASAは2025年以降にボーイング スターライナー宇宙船が運用状態になればボーイングも加わることを計画している。NASAはボーイングと6件、スペースXと14件の運用ミッションを契約しており、2030年までISSへの十分なサポートを確保している
。
宇宙機は供給業者が所有及び運用を行い、乗員の輸送は商業サービスとしてNASAに提供される。各ミッションではISSに4名の宇宙飛行士を送り届ける。運用飛行は約6か月ごとに終了するミッションに合わせて約6か月に1回実行される。宇宙機はミッションの間はISSにドッキングし続けるとともに、通常はミッション間に数日の重複期間がある。2011年のスペースシャトルの退役から、2020年の最初のCPPミッションまでの間、NASAはISSへの宇宙飛行士の輸送をソユーズに頼っていた。
クルードラゴン宇宙船はファルコン9ブロック5に搭載されて打ち上げられ、カプセルの帰還時はフロリダ近くの洋上に着水する。この計画の最初の実運用ミッションであるスペースX Crew-1は2020年に11月16日に打ち上げられた。スターライナー宇宙船は最終試験飛行後に、アトラスV N22ロケットに搭載されて使用される予定である。スターライナーは着水するのではなく、アメリカ合衆国西部の8か所の指定された着陸地にエアバッグを用いて着陸することになっている。
商業乗員輸送開発は、NASAがISSの乗員のローテーションのための有人宇宙船を内部での開発から民間企業によるISSへの輸送の開発に切り替えたことから2011年に開始された。その後2年間にわたる一連の公開コンペでは、ISSの乗組員輸送宇宙船の提案を開発するために、ボーイング、ブルーオリジン、シエラ・ネヴァダ、およびスペースXが入札に成功した。2014年、NASAはボーイング社とスペースX社との間で、それぞれのシステムの開発とISSへの宇宙飛行士の輸送に関して別々に固定価格契約を交わした。それぞれの契約では、システムの有人評価を達成するために、発射台での中止、無人の軌道試験、打ち上げ中止および有人軌道試験の4つの成功した実証が必要とされた。運用ミッションは、当初は2017年に2社が交互にミッションを実施する形で2017年に始まることを予定していた。遅延のために、NASAは2020年にクルードラゴンのミッションがスタートするまでは、ソユーズMS-17までのソユーズ宇宙船のシートを追加で購入する必要が生じた。クルードラゴンは、2025年以降にスターライナーが運用を始めるまではすべてのミッションを担当し続ける。

## 背景
2004年、アルドリッジ委員会（コロンビア号空中分解事故を受けてジョージ・W・ブッシュ大統領が設置）は、最終報告書で乗員探査船による月への有人飛行を求めた。2005年のNASA認可法を受けて、月探査という目標に加えて国際宇宙ステーション（ISS）への乗員交替飛行を行うオリオンと名付けられた改良型乗員探査船を想定したコンステレーション計画が立案された。オリオンがISSの乗員交替に特化して設計された軌道スペースプレーンにとってかわった。2009年、バラク・オバマ大統領が任命したオーガスティン委員会は、計画の資金とリソースがスケジュールの大幅な遅延と30億ドルの追加資金なしには目標達成には不十分だと判断し、NASAは代替の計画を検討し始めた。コンステレーション計画は2010年に正式に中止となり、NASAはオリオンを地球外探査に転用し、2011年のスペースシャトル計画の廃止後、ISSの乗組員交代や地球低軌道でのその他の有人活動のために商業パートナーと協力した。この取り決めによって、NASAは宇宙飛行士をISSに輸送するためにロスコスモスのソユーズ計画に依存する必要がなくなる。

## 開発

### CCDev契約

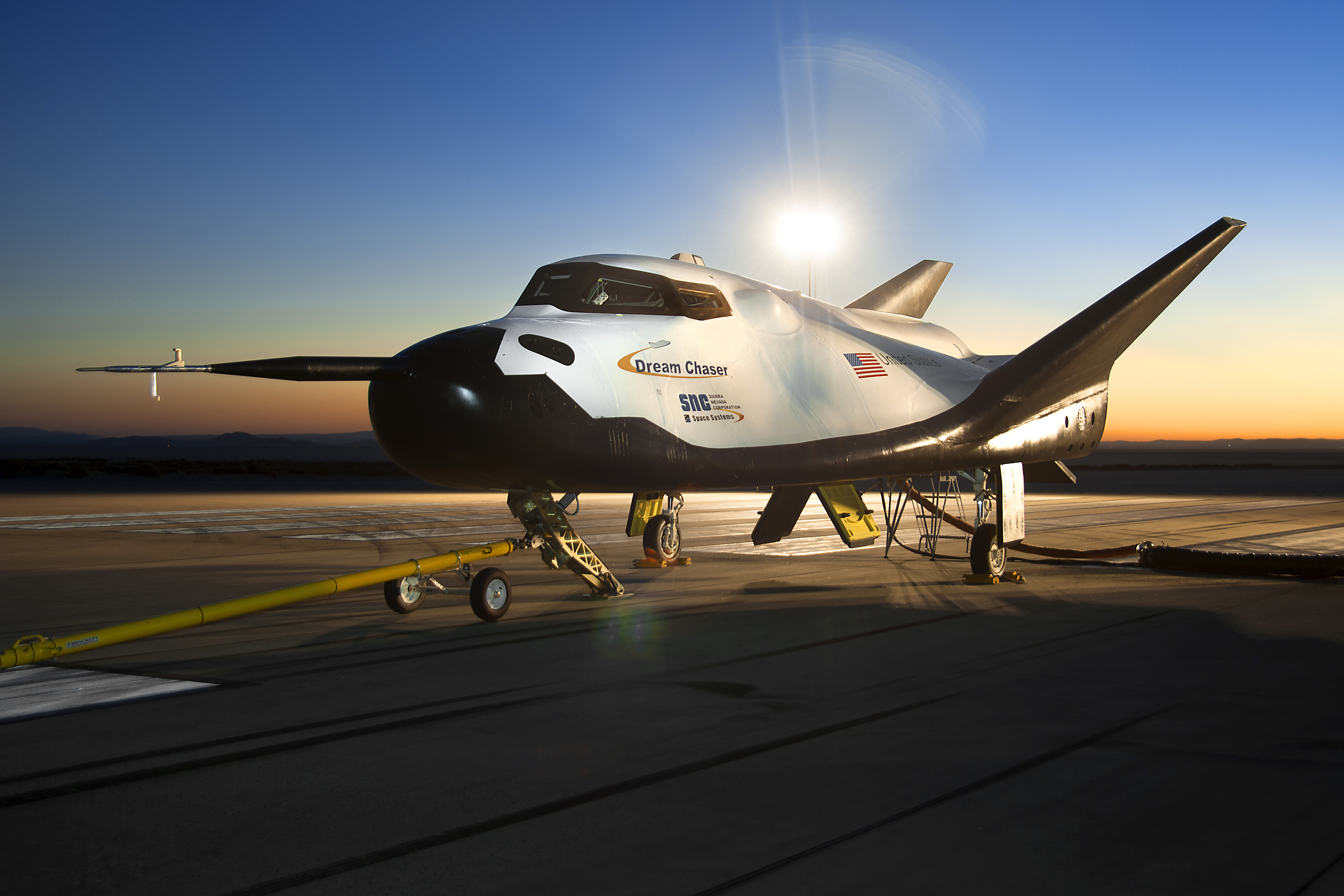
シエラ・ネヴァダのドリーム・チェイサー、最終選考には残らなかった

2010年のNASA認可法は、既存の商業乗員輸送開発（CCDev）プログラムを3年間で13億米ドル拡大することを承認した。このプログラムの最初の競争ラウンドはアメリカ復興・再投資法の一環として民間部門のさまざまな有人宇宙飛行技術の開発に資金を提供して2010年に行われたが、第二ラウンドであるCCDev 2は宇宙飛行士をISSに送迎する能力を持つ宇宙船の提案に焦点を当てていた。CCDev 2の資金獲得競争は2011年4月に終了し、ブルーオリジンがその円錐形が2段重なった形状のノーズコーンを備えたカプセルのコンセプトを開発するために2200万米ドルを受け取り、スペースXがドラゴン宇宙船の有人版と有人飛行対応のファルコン9打ち上げ機を開発するために7500万米ドルを受け取り、シエラ・ネヴァダ・コーポレーションがドリームチェイサーを開発するために8000万米ドルを受け取り、ボーイングはCST-100 スターライナーを開発するために9230万米ドルを受け取った。スペースXはすでにNASAの商業補給サービスの一環として、ドラゴン宇宙船を使用したISS補給飛行の運用契約をNASAと結んでいた。プログラムの第三ラウンドである商業乗員統合能力（Commercial Crew integrated Capability、CCiCap）は、有人ミッションをISSに送る準備として、2014年5月までの21ヶ月間にわたって選ばれた提案の開発を財政的に支援することを目的としていた。CCDev 1およびCCDev 2での資金獲得にもかかわらず、ブルーオリジンはCCiCapに参加せず、代わりに所有者であるジェフ・ベゾスからの民間投資に頼って有人宇宙飛行の開発を続けることを選択した。CCiCap資金の競争は2012年8月に終了し、シエラ・ネヴァダのドリームチェイサーに2億1250万米ドル、スペースXのクルードラゴンに4億4000万米ドル、ボーイングのスターライナーに4億6000万米ドルが割り当てられた。アライアント・テックシステムズの統合型リバティロケットと宇宙船は最終選考に残ったが、提案の詳細不足の懸念から却下さた。2012年12月、CCiCapの3つの合格社は、それぞれ追加で1000万ドルの資金を提供されたが、これは、「認証プロダクト契約」（Certification Products Contracts、CPC）の2つのシリーズの最初のもので、NASAの有人宇宙飛行の安全要件を満たすためのさらなるテスト、技術基準、および設計分析を可能にするためのものだった。2番目のCPCシリーズは、CCDevプログラムの最終段階である商業乗員輸送能力（Commercial Crew Transportation Capability、CCtCap）として実現、NASAは公開コンペを通じて有人飛行をISSに運行する運用者を認定する予定だった。提案の提出期間は2014年1月22日に終了した。シエラ・ネヴァダはその1週間後、シエラ・ネヴァダが購入を予定しているアトラスVロケットを使用して、2016年11月1日にドリームチェイサー宇宙船の民間資金による軌道テスト飛行が計画されていると発表した。2014年9月16日、CCtCapはスペースXのクルードラゴンとボーイングのスターライナーだけが勝者となり、スペースXは26億ドルの契約を、ボーイングは42億ドルの契約を獲得して終了した。シエラ・ネヴァダは、選定プロセスにおける「重大な疑問と矛盾」を理由に米国会計検査院（GAO）に抗議を申し立てた。連邦請求裁判所は、商業乗員輸送計画が遅延した場合にISSの有人運用に対する懸念を理由に、抗議中にクルードラゴンとスターライナーの開発を継続することを認める決定を支持した。GAOは2015年1月にシエラ・ネヴァダの抗議を却下し、GAOによって収集された証拠はNASAに対するシエラ・ネヴァダの主張を立証しないと述べ、シエラ・ネヴァダはその決定を受け入れました。同社はCCtCapの結果を受けてドリームチェイサーに取り組む90人のスタッフを解雇し、宇宙船を商業宇宙飛行のためのリース用宇宙船に転用した。その後、ドリームチェイサーの貨物型が開発され、NASAによりCRS-2契約の下でISSへの無人補給ミッションを行うために選ばれた。

### 選定後

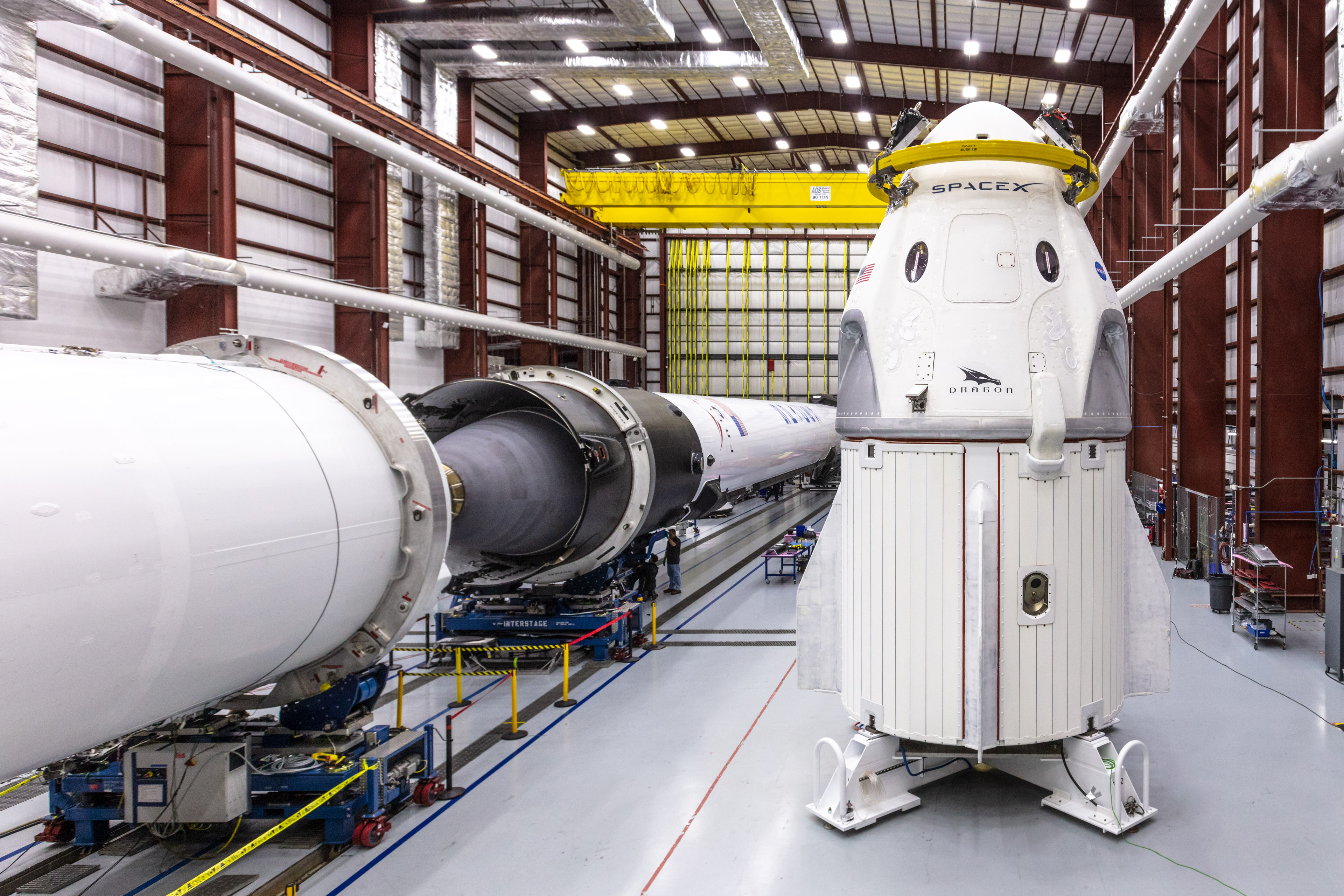
クルードラゴン C204（右）、後に試験中に破壊された

商業乗員輸送計画の最初の飛行は当初2017年末までに開始される予定だったが、ボーイングは2016年5月にスターライナーのアトラスV N22ロケットとの統合に問題があったため、最初の有人飛行は2018年に延期されると発表した。2016年12月、スペースXも最初の有人飛行を2018年に延期すると発表したが、これはクルードラゴンの打ち上げロケットであるファルコン9の発射台の爆発事故でAMOS-6が失われたことを受けてだった。ソユーズ計画では2018年以降アメリカ人宇宙飛行士の飛行は予定されていないため、、GAOは懸念を表明し、2017年2月にNASAがさらなる遅延に備えて乗組員のローテーション計画を策定するよう勧告した。ロシアの宇宙メーカーであるエネルギアとのシーローンチをめぐる訴訟の和解後、ボーイングはソユーズ宇宙船の最大5席のオプションを獲得し、NASAはこれをボーイングから購入した。NASAは2018年8月にクルードラゴンとスターライナーのパイロットに選ばれた宇宙飛行士を発表し、2か月後には2019年中のクルードラゴンとスターライナーの実証ミッションの打ち上げを計画した。無人のスペースX Demo-1ミッションは2019年3月2日に打ち上げられ、The uncrewed SpaceX Demo-1 mission was launched on 2 March 2019,クルードラゴンはISSにドッキングし、打ち上げから6日後に地球に帰還した。しかしながら、このミッションで使用されたカプセルは、2019年4月にスーパー・ドラコエンジンの静的燃焼テスト中に誤って破壊され、将来のクルードラゴンの飛行の打ち上げがさらに遅れる原因となった。スターライナーの緊急脱出システムのテスト失敗により延期されていたボーイング軌道飛行試験とボーイング乗員飛行試験は、2019年初頭から中旬の予定から2019年後半に説明もなくさらに延期された。
ボーイングは、2019年11月にボーイング緊急脱出試験を実施した。NASAは、3基のパラシュートのうちの1基が展開されなかったが、システムは2基のパラシュートだけでも着陸できるように設計されていることからこの試験の結果を成功として受け入れた。ボーイングは2019年12月に軌道飛行試験を実施したが、スターライナーのソフトウェアに重大な不具合が見つかり、過剰に燃料を消費したためにISSにドッキングすることができなくなったため、ミッションの打ち切りを余儀なくされた。この軌道飛行試験は、NASAによる独立した調査の結果「注目度の高い危機一髪」と宣言され、2回目の軌道飛行試験（ボーイングOFT-2）が2021年7月に予定され、ボーイングがCCDevの追加資金の代わりに飛行費用を負担することになった。商業乗員輸送計画の進捗状況がさらに不透明になる中、NASAは計画の運用ミッションがさらに遅延した場合でも第64次長期滞在への参加を確実にするためにソユーズ MS-17の座席を購入したが、MS-17以降もさらにソユーズの座席を購入する可能性も示唆された。スペースX飛行中脱出試験は2020年1月に成功裡に実施され、最終段階であるクルードラゴンの有人試験飛行となるスペースX Demo-2がダグラス・ハーリーとロバート・ベンケンを乗せて2020年5月にISSに向けて打ち上げられた。スペースXは初めての運用飛行となるスペースX Crew-1を2020年11月16日に打ち上げた。Crew-1は計画通りに2021年5月までISSにドッキングしていた。スペースX Crew-2は2021年4月23日に打ち上げられ、スペースX Crew-3打ち上げの2日前の2021年11月9日に帰還した。2021年8月3日にボーイングOFT-2が発射台での打ち上げ準備中に、カプセルの推進システムの13個のバルブに問題が発生した。打ち上げは中止され、カプセルは最終的に工場に戻された。2021年9月時点でも問題の分析は進行中であり、打ち上げは無期限に延期された。この無人テストであるボーイング軌道飛行試験2は2022年5月19日に打ち上げられ、5月25日に無事着陸した。

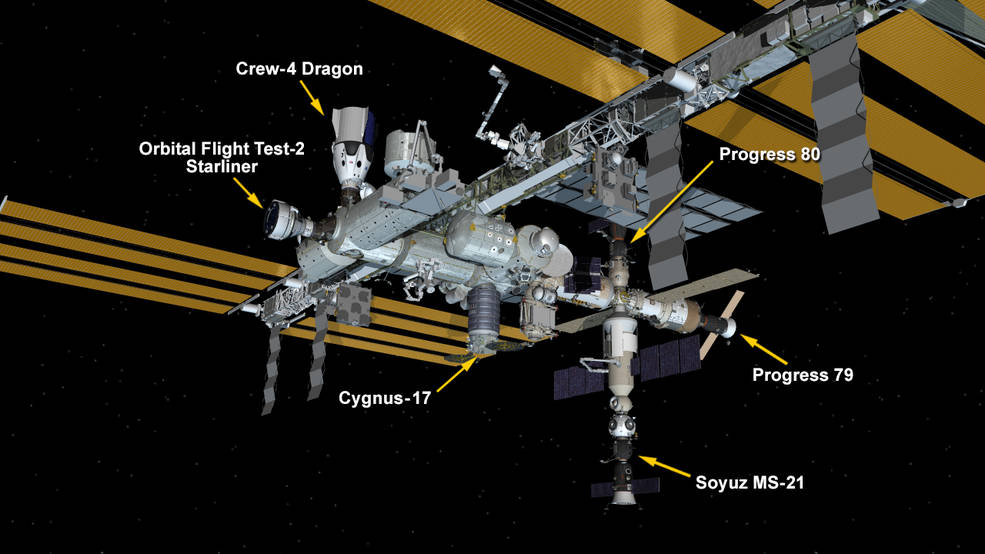
クルードラゴンとスターライナーの両方の民間有人宇宙船が、同時にハーモニーモジュールのポートにドッキングしている様子

2022年2月28日、NASAはスペースXに追加で3回の乗員輸送ミッションを発注したことを発表し、これによってスペースXの乗員輸送ミッションは合計9回、契約総額は34億9,087万2,904ドルとなった。2022年9月、NASAはさらに5回のミッションを追加したことを発表し、これによって合計14回、契約総額は49億3,000万ドルとなった。

## 宇宙船
商業乗員輸送計画ではスペースX クルードラゴンをISSへの宇宙飛行士の往復に使用している。ボーイング CST-100 スターライナーは有人飛行認定を得たのちにこの役割に加わる。どちらの宇宙船も自動化されているが、非常時には地上からの遠隔操作や、乗組員によるタッチパネル操作での手動制御を行うことができる。どちらの宇宙船の乗員用のキャビンは11立方メートル (390立方フィート)の与圧空間であり、どちらも最大7名の乗組員を乗せられるように構成できるが、NASAはプログラムの各ミッションに最大4名の乗組員しか送らず、NASAは5人目の座席を占有できるように拡張できる。どちらの宇宙船もISSにドッキングして最長210日を宇宙空間で過ごすことができる。さらに、宇宙船はNASAの安全基準に則って破局的な故障の発生確率を270分の1に抑えるように設計されており、これはスペースシャトルの90分の1の発生確率よりも低リスクとなっている。
宇宙船とISSのドッキング機構としては国際標準ドッキング機構（IDSS）が採用されている。NASAドッキング機構はスターライナーとISSで使用されており、クルードラゴンではスペースXが開発したIDSS互換のドッキング機構が使われている。IDSSは、以前の第1世代のドラゴンなどの商業軌道輸送サービス宇宙船で使用されていた共通結合機構に代わって使用されている。

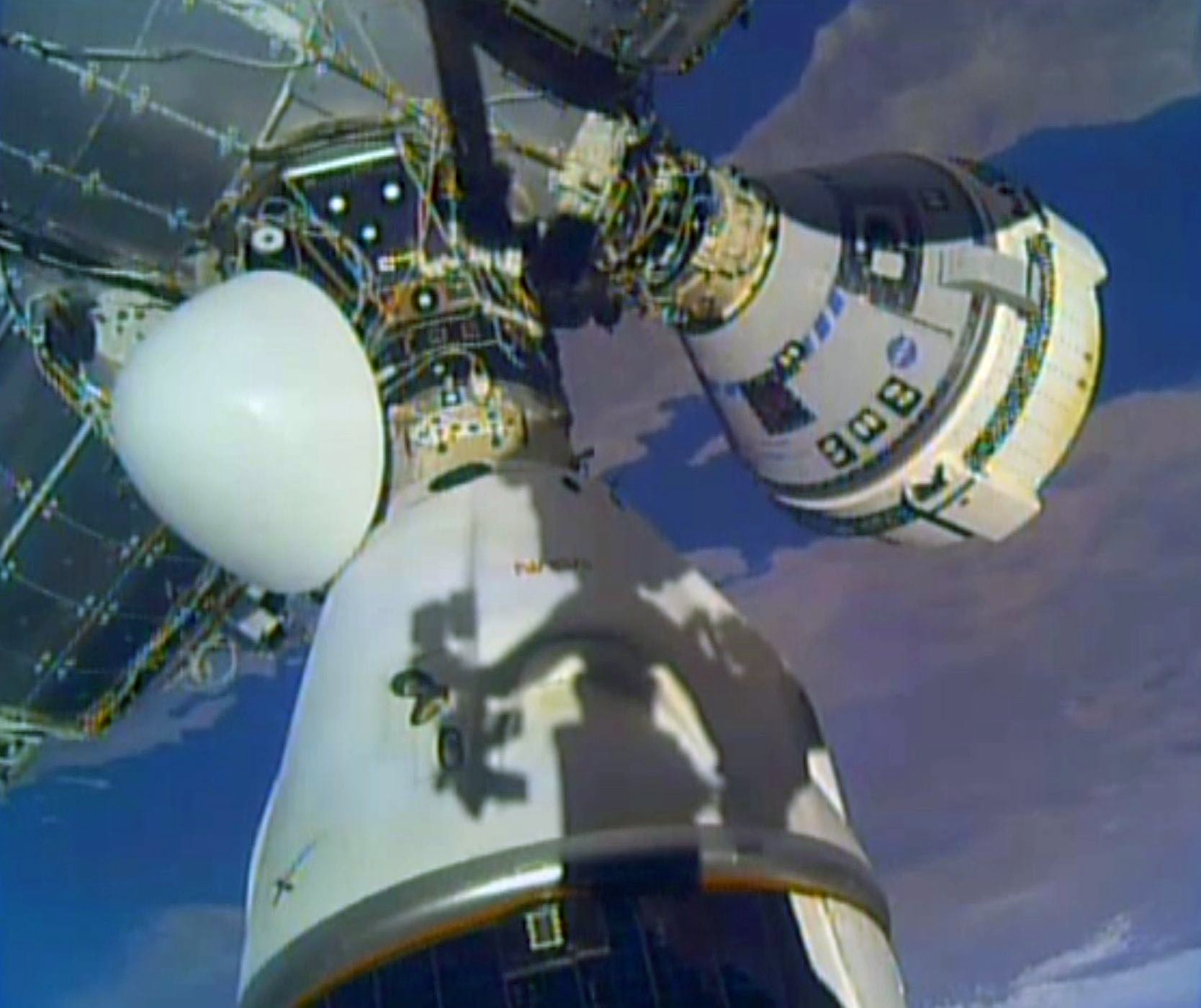
同時にISSにドッキングしている商業乗員輸送計画の宇宙船

### クルードラゴン
スペースXのクルードラゴンは、同社の第1世代のドラゴン宇宙船の改良型であるドラゴン2型宇宙船の派生系である。直径3.7メートル (12フィート)で、全高はトランクなしで4.4メートル (14フィート)、トランクつきで7.2メートル (24フィート)である。トランクは再突入前に投棄されるが、乗員キャビンは再利用されるように設計されている。初期の計画ではスペースXはNASAの有人飛行のたびに新しいカプセル使用することにしていたが、両者はNASAの飛行でクルードラゴンのカプセルの再利用に同意した。2022年、スペースXはカプセルを15回再利用できると述べた。クルードラゴン宇宙船は、ISSにドッキングすることなく、最大1週間自由飛行することができる。それぞれのクルードラゴンカプセルにはそれぞれ71,000ニュートン (7,200重量キログラム)の推力を発生するスペースXのスーパードラコエンジン8基を備えた打ち上げ脱出システムが装備される。このエンジンは、当初は宇宙船が地球に帰還する際に動力着陸を行うことを意図しており、最初の試験機にはこの機能が備えらていたが、この計画はフロリダ近海の大西洋ないしメキシコ湾への伝統的な着水が採用されたので最終的に放棄された。SpaceXのCCtCap契約では、最初の6回のミッションにおけるクルードラゴン飛行の各座席の価格は6,000万～6,700万ドルとされているが、NASAの監察総監室（OIG）は各座席の額面価格を約5,500万ドルと見積もっている。最初の契約延長（ミッション7、8、9）のミッションあたりのコストは2億5,870万ドル（1座席あたり6,460万ドル）、2回目の契約延長（ミッション10から14）のミッションあたりのコストは2億8,800万ドル（1座席あたり7,200万ドル）である。

### スターライナー
ボーイング CST-100 スターライナー（CSTは Crew Space Transportation の頭字語）は直径4.6メートル (15フィート)、全高5.1メートル (17フィート)の寸法になっている。スターライナーの乗員モジュールは10回の飛行までの再利用が可能だが、サービスモジュールは各飛行ごとに廃棄される。エアロジェット・ロケットダインが製造した軌道マヌーバ、姿勢制御および打ち上げ中脱出用のさまざまなエンジンがスターライナーで使用されている。宇宙船の乗員モジュールの8基の姿勢制御エンジンと、サービスモジュールの28基の姿勢制御エンジは、それぞれ380ニュートン (39重量キログラム)と445ニュートン (45.4重量キログラム)の推力を発生する。また、サービスモジュールに装備された20基の特注の「軌道マヌーバおよび姿勢制御」（OMAC）エンジンは、1基あたり6,700ニュートン (680重量キログラム)の推力を発生し、4基のRS-88エンジンは、打ち上げ中止シナリオでそれぞれ178,000ニュートン (18,200重量キログラム)の推力を発生する。打ち上げ中止を伴わない通常の飛行の場合、スターライナーは打ち上げ時にセントール上段ロケットから分離後に使用しなかったRS-88エンジンの燃料を、軌道投入燃焼時にOMACエンジンの能力を補助するために使用することができる。宇宙空間に到達すると、スターライナー宇宙船は最大で60時間の自由飛行を続けることができる。クルードラゴンとは異なり、スターライナーはエアバッグを使用して船体の地面へ衝撃をやわらげて、洋上ではなくて陸上に着陸して地球に帰還するように設計されている。アメリカ合衆国本土西部のユタ州のダグウェイ実験場、カリフォルニア州のエドワーズ空軍基地、ニューメキシコ州のホワイトサンズ・ミサイル実験場およびアリゾナ州のウィルコックス・プラヤの4ヶ所がスターライナー宇宙船の帰還時の着陸地点として用意されているが、非常時には着水することもできる。ボーイング社のCCtCap契約では、CST-100便の各座席の価格は9100万～9900万米ドルとされているが、NASAのOIGでは各座席の額面価格は約9000万米ドルと見積もられている。

## ミッション
NASAのISSへのミッションは、平均すると6カ月ごとに打ち上げられる。当初の契約ではボーイングおよびスペースXはそれぞれ最大6回の運用飛行を契約していた。NASAはその後、スターライナーのさらなる遅延に備え、また2030年までISSへのサービスを保証するために、スペースXと最大8回の追加飛行を行う契約を結んだ。

### クルードラゴンのミッション
この計画における最初の運用飛行であるスペースXのCrew-1は、2020年11月にマイケル・S・ホプキンス、ビクター・J・グローバー、野口聡一、シャノン・ウォーカーをレジリエンスに乗せてISSへと運んだ。レジリエンスは、当初の計画ではCrew-2で使われる予定だったが、C204が試験中に突発的に破壊された結果を受けてのスケジュール変更によってCrew-1に割り当て変更された。NASAの宇宙飛行士はクルードラゴンとスターライナーの飛行にそれぞれ割り当てられていたが、JAXAの宇宙飛行士である野口は最初の運用ミッションを開始するどちらの宇宙船にも割り当てられる可能性があった。クリストファー・キャシディがソユーズ MS-16で帰還したため、アメリカ軌道セグメントには人員が配置されていなかったが、レジリエンスに搭乗した宇宙飛行士が到着したことで、スペースシャトル退役後初めて定員の4名のクルーが配置される形となった。Crew-2は、初めて飛行履歴のあるファルコン9の第1段ブースターとリファービッシュされたクルードラゴンを使用して2021年4月に打ち上げられた。このミッションではR・シェーン・キンブロー、K・メーガン・マッカーサー、星出彰彦およびトマ・ペスケが エンデバーに搭乗した。Crew-3は2021年11月に打ち上げられ、ラジャ・チャリ、トーマス・マーシュバーン、マティアス・マウラーおよびケイラ・バロンをISSへと運び、Crew-4は2022年4月にチェル・リンドグレン、ロバート・ハインズ、サマンサ・クリストフォレッティ、ジェシカ・ワトキンスを乗せて打ち上げられた。NASAの宇宙飛行士のジョシュ・カサダとニコール・アウナプ・マンおよびJAXAの宇宙飛行士の若田光一は、当初スターライナーの有人飛行に割り当てられていたが、スターライナーの遅延を受けてスペースX Crew-5に割り当て変更された。Crew-5の4人目の宇宙飛行士はロシアのアンナ・キキナが割り当てられたが、これは乗員交代ミッションごとに少なくともNASAの宇宙飛行士1人とロスコスモスの宇宙飛行士1人が搭乗することになる「ソユーズ-ドラゴン乗員交換システム」の一環だった。これにより、ソユーズまたは商業乗員宇宙船のいずれかが長期間地上に留まった場合でも、両国が宇宙ステーションに常駐し、それぞれのシステムを維持できるようになる。
2021年12月3日、NASAは、宇宙ステーションへの米国の有人アクセス能力を中断なく維持するため、SpaceXから最大3回の追加飛行を確保することを明らかにした。この背景には、スペースXがボーイングの初飛行よりも先に2023年初頭に6回目の飛行を行う可能性があり、NASAがスペースXだけが必要な能力を持っていると結論付けたことがある。
NASAとロスコスモスはそれぞれ3回の飛行について年間の座席交換協定に合意した。2022年および2023年、2024年には、ロシアの宇宙飛行士がクルードラゴンで年1回飛行し、アメリカの宇宙飛行士もソユーズで年1回飛行する。この協定により、どちらか一方の宇宙船が地上に留まった場合でも、ISSには少なくともお互いに1名のクルーがいて、重要なサービスを運営可能となる。
2022年8月31日、NASAはスペースXにさらに5回の飛行を委託し、契約されたクルードラゴンの飛行回数は合計14回となった。追加飛行は2030年まで行われる予定となっている。

### ボーイング スターライナーのミッション
2023年10月時点で、スターライナーの最初の運用飛行は2025年前半以降の予定となっている。これは有人飛行試験の成功如何にかかっている。
NASAは、スターライナーの飛行回数が十分になった後、ロスコスモスとの座席交換協定をスターライナーの飛行にも拡大したいと考えている。

### CCPの運用ミッション
| ミッション                                  | 徽章                                | 打ち上げ日     | 打ち上げ機                       | 宇宙船                                   | 期間              | 乗員                                                                                                  |
| ------------------------------------------- | ----------------------------------- | -------------- | -------------------------------- | ---------------------------------------- | ----------------- | --- |
| - スペースX Crew-1 - 第64次/65次長期滞在    | Mission insignia for SpaceX Crew-1  | 2020年11月15日 | ファルコン9ブロック5 (B1061.1)   | クルードラゴン (C207.1 レジリエンス)     | 167日 6時間 29分  | - マイケル・S・ホプキンス - ビクター・J・グローバー - 野口聡一 - シャノン・ウォーカー                 |
| - スペースX Crew-2 - 第65次/第66次長期滞在  | Mission insignia for SpaceX Crew-2  | 2021年4月23日  | ファルコン9ブロック5 (B1061.2) ♺ | クルードラゴン (C206.2 エンデバー) ♺     | 199日 17時間 44分 | - R・シェーン・キンブロー - K・メーガン・マッカーサー - 星出彰彦 - トマ・ペスケ                       |
| - スペースX Crew-3 - 第66次/第67次長期滞在  | Mission insignia for SpaceX Crew-3  | 2021年11月11日 | ファルコン9ブロック5 (B1067.2) ♺ | クルードラゴン (C210.1 エンデュランス)   | 176日 2時間 39分  | - ラジャ・チャリ - トーマス・マーシュバーン - マティアス・マウラー - ケイラ・バロン                   |
| - スペースX Crew-4 - 第67次/第68次長期滞在  | Mission insignia for SpaceX Crew-4  | 2022年4月27日  | ファルコン9ブロック5 (B1067.4) ♺ | クルードラゴン (C211.1 フリーダム)       | 170日 13時間 3分  | - チェル・リンドグレン - ロバート・ハインズ - サマンサ・クリストフォレッティ - ジェシカ・ワトキンス   |
| - スペースX Crew-5 - 第68次長期滞在         | Mission insignia for SpaceX Crew-5  | 2022年10月5日  | ファルコン9ブロック5 (B1077.1)   | クルードラゴン (C210.2 エンデュランス) ♺ | 157日 10時間 1分  | - ニコール・アウナプ・マン - ジョシュ・カサダ - 若田光一 - アンナ・キキナ                             |
| - スペースX Crew-6 - 第68次/第69次長期滞在  | Mission insignia for SpaceX Crew-6  | 2023年3月2日   | ファルコン9ブロック5 (B1078.1)   | クルードラゴン (C206.4 エンデバー) ♺     | 185日 22時間 42分 | - スティーブ・ボーエン - ウォーレン・ホバーグ - スルタン・アル・ネヤディ - アンドレイ・フェジャーエフ |
| - スペースX Crew-7 - 第69次/第70次長期滞在  | Mission insignia for SpaceX Crew-7  | 2023年8月26日  | ファルコン9ブロック5 (B1081.1)   | クルードラゴン (C210.3 エンデュランス) ♺ | 199日 2時間 20分  | - ジャスミン・モグベリ - アンドレアス・モーゲンセン - 古川聡 - コンスタンチン・ボリソフ               |
| - スペースX Crew-8 - 第70次/第71次長期滞在  | Mission insignia for SpaceX Crew-8  | 2024年3月4日   | ファルコン9ブロック5 (B1083.1)   | クルードラゴン (C206.5 エンデバー) ♺     | Docked at ISS     | - マシュー・ドミニク - マイケル・バラット - ジャネット・エップス - アレクサンダー・グレベンキン       |
| - スペースX Crew-9 - 第71次/第72次長期滞在  | Mission insignia for SpaceX Crew-9  | 2024年9月28日  | ファルコン9ブロック5 (B1085.2)   | クルードラゴン (C210.4 エンデュランス) ♺ | Planned           | - ジーナ・カードマン - ニック・ヘイグ - ステファニー・ウィルソン - アレクサンドル・ゴルブノフ         |
| - スペースX Crew-10 - 第72次/第73次長期滞在 | Mission insignia for SpaceX Crew-10 | 2025年2月以降  | ファルコン9ブロック5             | クルードラゴン (C213.1)                  | Planned           | - アン・マクレイン - ニコール・エアーズ - 大西卓哉 - キリル・ペスコフ                                 |
| - スペースX Crew-11 - 第73次/第74次長期滞在 |                                     | 2025年7月以降  | ファルコン9ブロック5             | クルードラゴン                           | Planned           | TBD                                                                                                   |

1. ↑  括弧内にシリアル番号が表示される。再利用されたブースターにはリサイクルシンボルが表示される ♺。
2. ↑  再利用カプセルを使用した打ち上げには、リサイクル記号♺が表示される。

#### 時間軸
CCP宇宙船のミッションは、通常2機が同時にISSにドッキングする期間が発生し短い間隔で重複する。Crew-2はCrew-3とは重複しなかったが、これはCrew-3の打ち上げが想定外に遅延したためだった。